# Omicron totonacum
Omicron totonacum är en stekelart som först beskrevs av Henri Saussure 1875.  Omicron totonacum ingår i släktet Omicron och familjen Eumenidae. Utöver nominatformen finns också underarten O. t. manateci.